# Демидова, Мария Александровна
Мария Александровна Демидова (1937—2007) — доярка, Герой Социалистического Труда (1966).

## Биография
Мария Демидова родилась 14 октября 1937 года в деревне Починки Новодугинского района. Окончила семилетнюю школу.
В 1953—1983 годах работала дояркой фермы Юшино племзавода «Сычёвка». В 1960-е годы добилась рекордных надоев молока, получая по 5-6 тысяч килограммов молока от каждой из закреплённых за ней коров.
Указом Президиума Верховного Совета СССР от 22 марта 1966 года за «рекордные надои молока, за успехи, достигнутые в выполнении пятилетнего плана по продаже государству продуктов животноводства» Мария Демидова была удостоена высокого звания Героя Социалистического Труда с вручением ордена Ленина и медали «Серп и Молот».
С ноября 1983 года работала в полеводческой бригаде племзавода «Сычёвка». Проживала в деревне Юшино Сычёвского района. Умерла 19 ноября 2007 года, похоронена на центральном кладбище города Сычёвка.